# Теряя невинность
Теряя невинность. Автобиография (англ. Losing My Virginity: The Autobiography, ISBN 1-8522-7684-3) — автобиография Ричарда Брэнсона, британского предпринимателя, основатель корпорации Virgin Group. Первое издание опубликовано в 1998 году. Версия в мягкой обложке (ISBN 0-7535-1020-0) была выпущена в 2002 году. В книге описан путь выходца из небогатой семьи, в итоге ставшим одним из самых успешных и влиятельных бизнесменов Великобритании и всего мира. В 2005 году вышло второе издание книги в твёрдом переплёте и в мягкой обложке. Новое издание дополнено последними событиями, в том числе в нем рассказывается о том, как повлияли события 11 сентября 2001 года на работу авиакомпании Virgin Atlantic. В России издавались обе версии книги  — в 2003 году издательством Стокгольмская школа экономики в Санкт-Петербурге (ISBN 5-315-00014-1) и в 2007 году издательством Бест Бизнес Букс.
В настоящее время[какое?] Дэвид Миркин начал работу по написанию сценария для биографического фильма о Бренсоне, на основе этой книги.

## Отзывы о книге
Список достижений Брэнсона несравним ни с каким другим списком бизнесмена Великобритании. Его воспоминания сродни священным текстам.Mail on Sunday
Захватывает с первой страницы и не отпускает... это, как аттракцион американские горки... прочтите, что движет этим необычным и трудолюбивым человеком.Spectator
Невероятный человек — невероятная автобиография — замечательное чтение — секс, воздушные шары, интриги и деньги.Sunday Business